# شناسایی نپتون

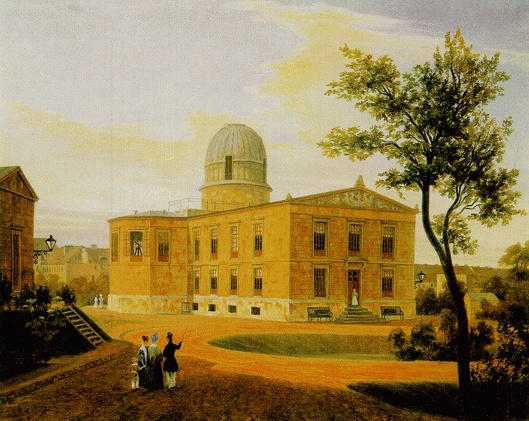
رصدخانه جدید برلین در خیابان لیندن که در آن سیارهٔ نپتون برای اولین بار مشاهده شد.

وجود سیاره نپتون پیش از این‌که به‌طور مستقیم مشاهده شود، به وسیلهٔ ریاضی پیش‌بینی شده بود. طبق محاسبات اوربن لو وریه، مشاهدات تلسکوپی توسط یوهان گوتفرید گاله در رصدخانه برلین در شب ۲۳–۲۴ سپتامبر ۱۸۴۶ بر وجود یک سیاره بزرگ دلالت می‌کرد. این یک لحظه حسّاس در زمینه علم در قرن نوزدهم به‌شمار می‌رفت و مهر تأییدی بر قانون گرانش نیوتن بود. فرانسوا آراگو در این زمینه گفت: «اوربن لو وریه این سیاره را با نوک قلم خود کشف کرد.»
گذشته از آن، پس از کشف، معلوم شد که نپتون پیش از آن چندین بار مورد مشاهده قرار گرفته بود اما شناسایی نشده بود، و بسیاری از ستاره‌شناسان بودند که محاسبات گوناگونی در مورد محل آن انجام دادند که به مشاهدهٔ آن منجر نشد. تا سال ۱۸۴۷، سیاره اورانوس تقریباً یک مدار کامل را از زمان کشف ویلیام هرشل در سال ۱۷۸۱ به اتمام رسانده بود و ستاره شناسان یک سری از بی‌نظمی‌ها را در مسیر آن کشف کرده بودند که توسط قانون گرانش نیوتون قابل توضیح نبود. با این وجود، این بی‌نظمی‌ها، در صورتیکه جاذبه یک سیاره دورتر و ناشناخته، مسیر خود را در اطراف خورشید مختل کند، قابل حل شدن بود. در سال ۱۸۴۵، ستاره شناسان اوربن لو وریه در پاریس و جان کاوچ آدامز در کمبریج به‌طور جداگانه، محاسبات دقیقی را برای تعیین ماهیت و موقعیت چنین سیاره‌ای را آغاز کردند. موفقیت اوربن لو وریه، منجر به اختلافات شدید بین‌المللی بر روی اولویت شناسایی نپتون شد، زیرا اندکی پس از کشف جورج بیدل ایری، ستاره‌شناس انگلیسی، اعلام کرد که جان آدامز هم وجود این سیاره را پیش‌بینی کرده‌است. با این‌حال در سال ۱۸۴۶ انجمن سلطنتی اوربن لو وریه را برندهٔ مدال کاپلی اعلام کرد بدون آنکه از آدامز یادی شود. کشف نپتون در ۱۷ روز بعد، منجر به کشف قمر تریتون توسط ویلیام لاسل شد.

## مشاهدات پیشین
نپتون برای مشاهده با چشم غیرمسلح بسیار تاریک است: قدر ظاهری آن هرگز روشن‌تر از ۷٫۷ نیست. بنابراین اولین مشاهدات نپتون فقط بعد از اختراع تلسکوپ ممکن شد. شواهدی مبنی بر اینکه نپتون پیش از این توسط گالیله در سال ۱۶۱۳ و ژروم لالاند در سال ۱۷۹۵، و جان هرشل در ۱۸۳۰ دیده شده وجود دارد، اما معلوم نیست که در آن زمان از طرف آن‌ها به عنوان یک سیاره شناخته شده‌باشد. این مشاهدات پیش از اکتشاف در تعیین دقیق مدار نپتون مهم بودند. نپتون به‌طور برجسته در تلسکوپ‌های اولیه ظاهر می‌گردد، به همین دلیل احتمالاً سوابق مشاهدهٔ آن قبل از کشف وجود دارد.
طراحی‌های گالیله بیانگر این بود که وی در ۲۸ دسامبر ۱۶۱۲، و دوباره در ۲۷ ژانویه ۱۶۱۳، نپتون را مشاهده کرده‌است.در هر دو مورد، گالیله نپتون را با ستاره‌ای ثابت در زمانی که بسیار نزدیک به مشتری در آسمان شب ظاهر می‌شد، اشتباه می‌گرفت. از لحاظ تاریخی تصور می‌شد که او بر این عقیده بوده که نپتون یک ستاره آبی ثابت است و به همین دلیل آن را به عنوان به کشفی جدید تلقّی نمی‌کرد. در زمان نخستین مشاهداتش در دسامبر ۱۶۱۲، نپتون در آسمان ثابت مانده بود به دلیل آنکه درست در همان روز نپتون دوره چرخه بازگشتی سالانهٔ خود را آغاز کرده بود، حرکت نپتون بسیار آرام و اندازهٔ ظاهری آن کوچکتر از آن بود که در تلسکوپ کوچک گالیله سیاره به نظر برسد. با این حال، در ژولای ۲۰۰۹، دیوید جیمسون، فیزیکدان اهل ملبورن، اعلام کرد شواهد جدید حاکی از آن است که گالیله در واقع متوجه شده‌بود که چیزی غیرمعمول در مورد این ستاره کشف کرده‌است. گالیله در یکی از یادداشت‌هایش اشاره کرد که در ۲۸ ژانویه، متوجه حرکتی در پس زمینه ستاره (نپتون) شده‌است و نقطه‌ای که او در موقعیت نپتون در طراحی‌های قبلی با یک جوهر متفاوت کشیده بود، نشان می‌دهد که او آن را یافته‌است. طراحی او در شب ششم ژانویه نمایانگر جستجوی سیستماتیک وی در میان مشاهدات قبلی وی بود. اما تا کنون شواهدی مبنی بر اینکه وی این جسم در حال حرکت را به عنوان یک سیاره شناسایی کرده‌باشد ارائه نشده‌است. همچنین مدرکی نشان دهندهٔ تلاش مجدد وی، برای مشاهده مجدد نپتون وجود ندارد.
در ۱۸۴۷، سیرز کوک واکر از رصدخانه نیروی دریایی ایالات متحده آمریکا، سوابق و بررسی‌های تاریخی را برای مشاهده احتمالی سیاره نپتون مورد جستجو قرار داد. او دریافت در سال ۱۷۹۵ مشاهداتی توسط کارمندان ژروم لالاند در رصدخانه پاریس در مسیر نپتون در آسمان انجام شده‌است. در فهرست مشاهدات برای ۸ می و دوباره در ۱۰ مه سال ۱۷۹۵، یک ستاره در موقعیت تقریبی انتظار برای نپتون مشاهده شد؛ و عدم قطعیت موقعیت با یک کلون (:) مشخص شد. این نماد برای نشان دادن خطای مشاهدات به کار می‌رفت، بنابراین تا زمانی که رکوردهای اصلی رصدخانه بررسی شوند، با اطمینان مشخص شد که مورد مشاهده شده نپتون بوده و خطای موقعیت در مشاهدات دو شب به دلیل حرکت ستاره در آسمان است. کشف این اسناد از موقعیت نپتون در سال ۱۷۹۵، به محاسبه بهتری از مدار این سیاره منجر شد.
جان هرشل، تقریباً نپتون را همان‌طور کشف کرد که پدرش، ویلیام هرشل، با مشاهده تصادفی اورانوس را کشف کرده بود. جان هرشل در نامه‌ای به فریدریش گئورگ ویلهلم فون اشترووه، اشاره کرد که در روز ۱۴ ژوئیه ۱۸۳۰ نپتون را در گردش آسمان مشاهده کرد. اگرچه تلسکوپ به اندازه کافی قوی بود که نپتون را به شکل یک دیسک آبی کوچک سیاره مانند نشان دهد اما در آن زمان آن را تشخیص نداد و با یک ستاره اشتباه گرفت.

## بررسی‌های بعدی

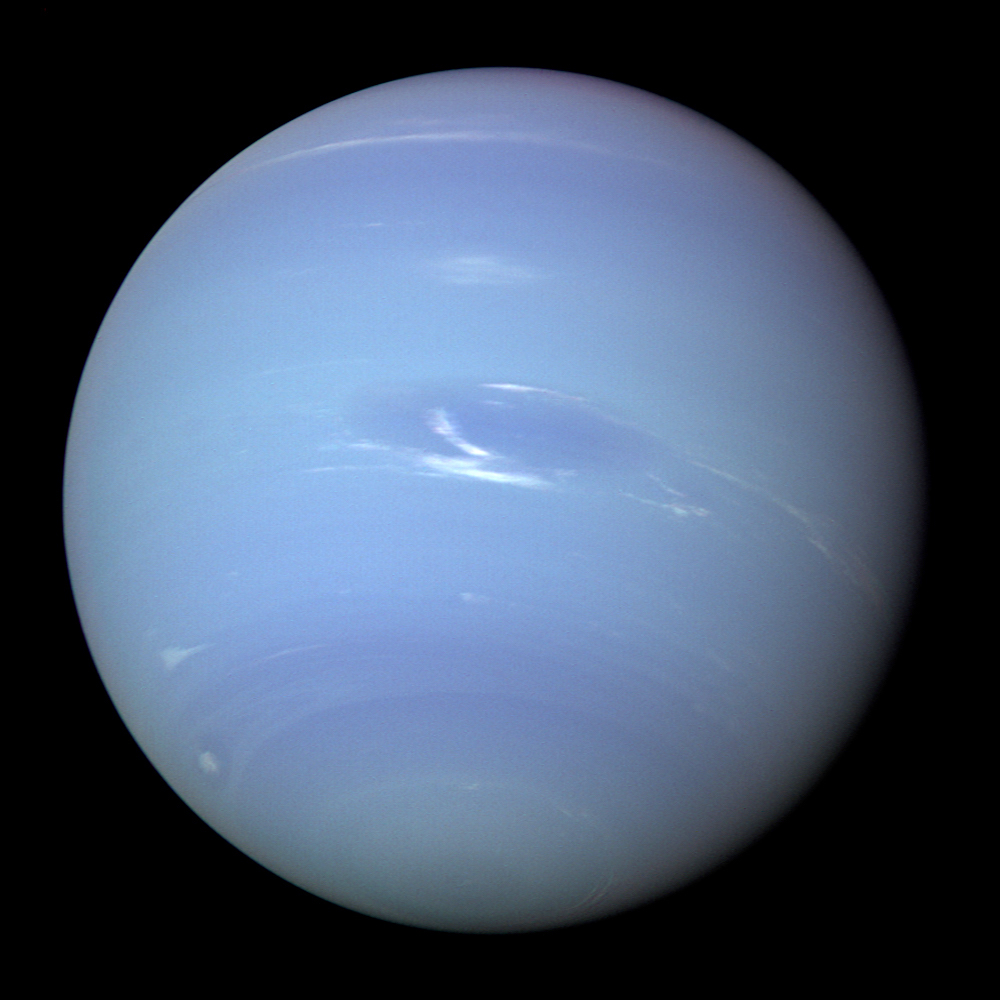
نپتون در سال ۱۹۸۹ توسط کاوشگر ویجر ۲

طبق قاعده، پسندیده‌تر است که کشف نپتون به هر دو ستاره‌شناس، آدامز و اوربن لووریه نسبت داده شود.
در سال ۱۹۹۹، مکاتبات آدامز با اوربن لو وریه، که توسط رصدخانه سلطنتی گرینویچ از دست رفته بود، پس از مرگ ستاره‌شناسی به نام اُلین جوک اگین در شیلی، از میان وسایل وی به دست آمد و مورد توجه قرار گرفت. در مصاحبه‌ای در سال ۲۰۰۳، مورخی به نام نیکلاس کالرستروم، به این نتیجه رسید که ادعای آدامز نسبت به نپتون به مراتب ضعیف‌تر از آن چیزی است که به نظر می‌رسید، زیرا بارها در تعیین محل دقیق نپتون دچار تردید شده بود و در برآوردهای وی بیش از ۲۰ درجه قوس اختلاف وجود داشت. کمی بعد گروهی از ستاره‌شناسان در یک مقاله علمی ساینتیفیک آمریکن ادعا کردند که «بریتانیایی‌ها نپتون را دزدیدند»، آنها اذعان نمودند: «این موفقیت تنها متعلق به اوربن لو وریه است».

## تلسکوپ کشف نپتون
تلسکوپ رصدخانه جدید برلین که نپتون را در سال (۱۸۳۵–۱۸۳۵) کشف کرد دارای یک عدسی آکروماتیک، با دیافراگم نه اینچ (۹ / ۹ اینچ یا ۲۴٫۴ سانتیمتر) است. این تلسکوپ که توسط مرز موهلر در شرکت یوزف فون فراونهوفر ساخته شد، دارای بالاترین کارایی را در عصر خود است.

## کتابشناسی
- Airy, G. B. (1847). "Account of some circumstances historically connected with the discovery of the planet exterior to Uranus". Memoirs of the Royal Astronomical Society. 16: 385–414. Bibcode:1847MmRAS..16..385A.
- Airy, W. (ed.) (1896). The Autobiography of Sir George Biddell Airy. Cambridge University Press. Archived from the original on 14 October 2004. Retrieved 4 December 2018. {{cite book}}: |last= has generic name (help)CS1 maint: Extra text: authors list (link)

از پروژه گوتنبرگ
- [ناشناخته] (2001) "Bouvard الکسیس", بریتانیکا, لوکس، سی دی رام نسخه
- Baum, R.; Sheehan, W. (1997). In Search of Planet Vulcan: The Ghost in Newton's Clockwork Universe. Plenum. ISBN 0-306-45567-6.
- Bouvard, A. (1821), جداول astronomiques publiées par le دفتر Longitudes پردازنده de France, Paris FR: Bachelier
- Chapman, A. (1988). "Private research and public duty: George Biddell Airy and the search for Neptune". Journal for the History of Astronomy. 19 (2): 121–139. Bibcode:1988JHA....19..121C. doi:10.1177/002182868801900204.
- Dieke, S. (1970). "Heinrich Louis D' Arrest". Dictionary of Scientific Biography. Vol. 1. New York: Charles Scribner's Sons. pp. 295–296. ISBN 0-684-10114-9.
- Doggett, L. E. (1997) "مکانیک سماوی" در Lankford, J. (ed.) (1997). History of Astronomy, an Encyclopedia. pp. 131–40. {{cite book}}: |last= has generic name (help)CS1 maint: Extra text: authors list (link)
- Dreyer, J. L. E. & Turner, H. H. (eds) (1987) [1923]. History of the Royal Astronomical Society [1]: 1820–1920. pp. 161–2. {{cite book}}: |last= has generic name (help)نگهداری یادکرد:نام‌های متعدد:فهرست نویسندگان (link)CS1 maint: Multiple names: authors list (link) CS1 maint: Extra text: authors list (link)
- Grosser, M. (1962). The Discovery of Neptune. Harvard University Press. ISBN 0-674-21225-8.
- "Adams, John Couch". Dictionary of Scientific Biography. Vol. 1. New York: Charles Scribner's Sons. 1970. pp. 53–54. ISBN 0-684-10114-9.
- Harrison, H. M (1994). ویجر در زمان و فضا: زندگی جان کوچ آدامز کمبریج ستاره‌شناس. لوس: کتاب، انجمن صنفی شابک ‎۰−۸۶۳۳۲−۹۱۸−۷0-86332-918-7
- Hughes, D. W. (1996). "J. C. Adams, Cambridge and Neptune". Notes and Records of the Royal Society. 50 (2): 245–8. doi:10.1098/rsnr.1996.0027.
- Hutchins, R. (2004) "Adams, John نیمکت (1819-1892)", Oxford Dictionary of National Biography, Oxford University Press, دیده، ۲۳ اوت ۲۰۰۷ (اشتراک یا انگلستان کتابخانه‌های عمومی، عضویت لازم)
- J. W. L. G. [J. W. L. Glaisher] (March 1882). "James Challis". Monthly Notices of the Royal Astronomical Society. 43: 160–79. Bibcode:1883MNRAS..43..160.. doi:10.1093/mnras/43.4.160.
- Kollerstrom, Nick (2001). "Neptune's Discovery. The British Case for Co-Prediction". Unuiversity College London. Archived from the original on 2005-11-11. Retrieved 2007-03-19.
- Moore, P. (1996). The Planet Neptune: An Historical Survey before Voyager. Praxis. ISBN 0-471-96015-2.
- Nichol, J. P. (1855). The Planet Neptune: An Exposition and History. Edinburgh: James Nichol.
- O'Connor, J. J.; Robertson, E. F. (1996). "Mathematical discovery of planets". MacTutor History of Mathematics archive. University of St. Andrews. Retrieved 2007-09-17.
- Rawlins, Dennis (1992). "The Neptune Conspiracy" (PDF). DIO, the International Journal of Scientific History. 2 (3): 115–142.
- Rawlins, Dennis (1994). "Theft of the Neptune papers" (PDF). DIO, the International Journal of Scientific History. 4 (2): 92–102. Bibcode:1994DIO.....4...92R.
- Rawlins, Dennis (1999). "British Neptune Disaster File Recovered" (PDF). DIO, the International Journal of Scientific History. 9 (1): 3–25.
- Sampson, R.A. (1904). "A description of Adams's manuscripts on the perturbations of Uranus". Memoirs of the Royal Astronomical Society. 54: 143–161. Bibcode:1904MmRAS..54..143S.
- Sheehan, W.; Baum, R. (September 1996). "Neptune's Discovery 150 Years Later". Astronomy: 42–49.
- Sheehan, W.; Thurber, S. (2007). "John Couch Adams's Asperger syndrome and the British non-discovery of Neptune". Notes and Records of the Royal Society. 61 (3): 285–299. doi:10.1098/rsnr.2007.0187.
- شیهان، W. et al.  (2004). مورد Pilfered سیاره — انجام، سرقت نپتون است ؟ علمی آمریکا
- Smart, W. M. (1946). "John Couch Adams and the discovery of Neptune". Nature. 158 (4019): 648–652. Bibcode:1946Natur.158..648S. doi:10.1038/158648a0.
- — (1947). "John Couch Adams and the discovery of Neptune". Occasional Notes of the Royal Astronomical Society. 2: 33–88.{{cite journal}}:  CS1 maint: numeric names: فهرست نویسندگان (link)
- Smith, R. W. (1989). "The Cambridge network in action: the discovery of Neptune". Isis. 80 (303): 395–422. doi:10.1086/355082.
- Standage, T. (2000). The Neptune File. Penguin Press.
- Unknown. (October 11, 1980). "Did Galileo See Neptune?". Science News. 118 (15): 231. doi:10.2307/3965133. JSTOR 3965133.

## برای مطالعهٔ بیشتر
- Hubbell, J. G., & Smith, R. W. – نپتون در آمریکا –مذاکره کشف – تاریخچه نجوم مجله V. 23 ، 4/NOV P. ۲۶۱، ۱۹۹۲ (کتابشناختی کد: 1992JHA....23..261H)
- یادداشت‌های سخنرانی با موقعیت مداری در زمان کشف.